# 영국 에스페란토 협회
영국 에스페란토 협회(에스페란토: Esperanto Association of Britain, 에스페란토: Esperanto-Asocio de Britio)는 영국에서 가장 큰 에스페란토 협회이다.

## 역사
1904년에 "에스페란토: Brita Esperanto-Asocio"라는 이름으로 창립되었고, 1933년 세계 에스페란토 협회에 가입하였다. 1976년 이름의 어순을 바꾸어 "에스페란토: Esperanto-Asocio de Britio"로 개명하였다.
2001년에 본부를 스토크온트렌트 근처의 작은 마을인 발라스턴(영어: Barlaston)으로 옮겼다.

## 활동과 출판물
영국 에스페란토 협회는 두 개의 정기 출판물을 간행한다.
- 《영에협 업데이트》(에스페란토: EAB Ĝisdate, 영어: EAB Update)는 뉴스 및 다양한 기사를 에스페란토와 영어로 수록한다.
- 《영국 에스페란티스토》(에스페란토: La Brita Esperantisto)는 문학 및 문화에 대한 내용을 에스페란토로만 수록한다.

또한, 에스페란토 관련 인물·조직·행사를 수록한 《핸드북》(에스페란토: Manlibro, 영어: Handbook)을 출판한다.
영국 에스페란토 협회는 본부 근처에 있는 웨지우드 대학교(영어: Wedgwood Memorial College) 캠퍼스에서 에스페란토 관련 강의와 모임 등을 갖는다. 또한, 웨지우드 대학교에는 에스페란토와 인공어·세계어 관련 문헌들을 수록한 버틀러 도서관(에스페란토: Biblioteko Butler)이 소장되어 있다. 이는 몬태규 버틀러(영어: Montague Butler)가 수집한 도서들로 구성되어 있다.
또한, 영국 에스페란토 협회는 매년 영국의 서로 다른 도시에서 영국 에스페란토 대회(에스페란토: Brita Kongreso de Esperanto)를 개최한다.
관련 조직으로 스코틀랜드 에스페란토 협회(에스페란토: Esperanto-Asocio de Skotlando, 영어: Scottish Esperanto Association)와 영국 에스페란티스토 청년회(에스페란토: Junularo Esperantista Brita, 영어: Young British Esperantists) 가 있다.